# Trstník
Trstník (ukrajinsky Тросник, do roku 1944 Тисо-Шашвар, maďarsky Tiszasásvár) je vesnice v obci Fančikovo, která jej součástí Vinohradivské městské komunity, v okrese Berehovo, v Zakarpatské oblasti na Ukrajině. V roce 2024 zde žilo 2222 obyvatel.
Jižně od vsi teče řeka Tisa.

## Historie
Do podepsání Trianonské smlouvy byla ves součástí Uherska, poté byla součástí Československa, nejprve pod názvem Šašvar, poté pod názvem Trstník. V roce 1930 měla 1 105 obyvatel, z toho 3 Češi, 916 Rusínů, 115 Maďarů, 66 Židů a 5 cizinců. Od roku 1945  patřila Sovětskému svazu, resp. Ukrajinské sovětské socialistické republice; nakonec od roku 1991 je součástí samostatné Ukrajiny. Při sčítání lidu v roce 2001 zde žilo 2 204 obyvatel.